# William Donald Borders

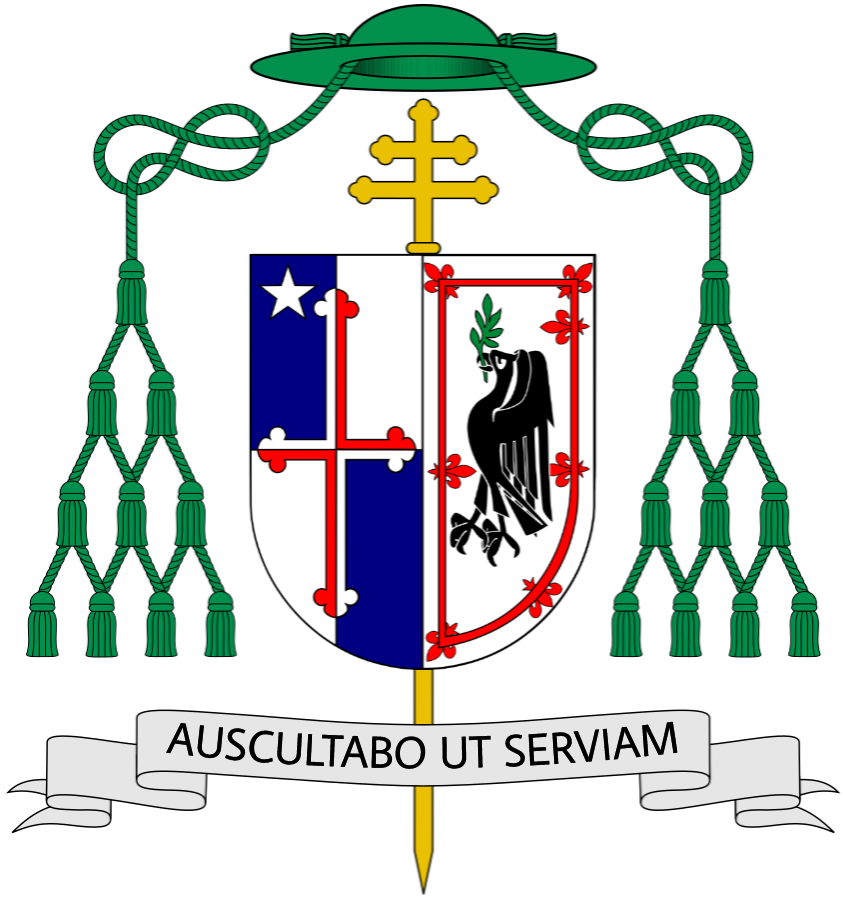
William Borders Wappenschild als Erzbischof von Baltimore

William Donald Borders (* 9. Oktober 1913 in Washington, Indiana; † 19. April 2010 in Lutherville-Timonium, Maryland) war Erzbischof von Baltimore.

## Leben
William Donald Borders trat 1932 in das St. Meinrad Seminar ein und studierte Theologie am Notre Dame Seminar, New Orleans. Er empfing am 18. Mai 1940 die Priesterweihe für das Erzbistum New Orleans durch Erzbischof Joseph Francis Rummel in der St.-Louis-Kathedrale, New Orleans. Nach kurzer seelsorgerischer Tätigkeit in Baton Rouge war er von 1943 bis 1946 als Mitglied des United States Corps of Chaplains, zuletzt im Range eines Majors, Militärkaplan der 91. Division der US-Army und in Nordafrika und Italien eingesetzt. Für seinen Einsatz wurde er mit dem Bronze Star V geehrt.
Nach dem Krieg war er Pfarrer in Westwego, Louisiana, und beendete 1947 ein Masterstudium in Erziehungswissenschaften an der University of Notre Dame. Er war Kaplan und Hochschulpfarrer am Newman-Center der Louisiana State University. Nach seelsorgerischer Tätigkeit wurde er 1964 Rektor der St. Joseph-Kathedrale in Baton Rouge und war in verschiedenen Ämtern des Bistums tätig. 1963 wurde er zum Monsignore ernannt.
1968 ernannte ihn Papst Paul VI. zum ersten Bischof von Orlando in Florida. Die Bischofsweihe spendete ihm der Apostolische Delegat in den Vereinigten Staaten und spätere Kurienkardinal, Luigi Raimondi, am 14. Juni 1968; Mitkonsekratoren waren Robert Emmet Tracy, Bischof von Baton Rouge, und Louis Abel Caillouet, Weihbischof in New Orleans. Sein Wahlspruch war Auscultabo ut serviam („Ich werde zuhören, damit ich dienen kann“).
1974 wurde er zum 13. Erzbischof von Baltimore, der ältesten US-amerikanischen Diözese, ernannt. Er war unter anderem Vorsitzender der Kommission für die Erziehung der United States Catholic Conference (USCC) sowie in verschiedenen Ämtern der US-amerikanischen Bischofskonferenz (USCCB). Seinem Rücktrittsgesuch wurde 1989 durch Papst Johannes Paul II. stattgegeben.

## Wirken
Borders setzte sich für die Stärkung der katholischen Schulen und die Reorganisation der Diözesanverwaltung ein. Er kämpfte für die Aufhebung der Rassentrennung und förderte die Laienbewegung in der Kirche.
Das Baltimore Magazine nannte ihn wegen der Gründungen von Armenküchen den „König der Suppenküchen“ (King of Soup Kitchens). Während seiner Amtszeit als Erzbischof von Baltimore wuchs sein Sozialbudget von 2,5 Millionen Dollar pro Jahr auf bis zu 33 Millionen an und die Anzahl seiner Mitarbeiter von 200 auf mehr als 1.000.
Für sein Buch Spiritual Living in Secular Society erhielt er überregionale Anerkennung.